# Idioma ntcham
Ntcham , o Basari, es una lengua del pueblo Gurma en Togo y Ghana. El akaselem (tchamba) aparece frecuentemente como un idioma separado.

## Escritura
| Mayúsculas | A | B | C  | D | EE | F  | G | GB | I | J | K | KP | L |
| Minúsculas | a | b | c  | d | ee | f  | g | gb | i | j | k | kp | l |
|            |   |   |    |   |    |    |   |    |   |   |   |    |   |
| Mayúsculas | M | N | NY | Ŋ | ŊM | OO | Ɔ | P  | S | T | U | W  | Y |
| Minúsculas | m | n | ny | ŋ | ŋm | oo | ɔ | p  | s | t | u | w  | y |

Las vocales largas se indican duplicando la letra ‹aa, ii, ɔɔ, uu› y dos vocales siempre son largas ‹ee, oo›. Los tonos están representados por acentos agudos para los tonos altos y graves para los tonos bajos, sobre las vocales y las consonantes m, n, b, l: ‹ḿ, ń, b́, ĺ›, ‹m̀, ǹ, b̀, l̀›. .